# 東利奇菲爾德村
東利奇菲爾德村（英語：East Litchfield Village）是位於美國康乃狄克州利奇菲爾德縣利奇菲爾德境內的一個未建制村落。

## 地理
東利奇菲爾德村的座標為41°45′44″N 73°07′06″W / 41.76222°N 73.11833°W，而該地的平均海拔高度為159米（即522英尺）。